# 布加勒斯特猶太會堂
布加勒斯特猶太會堂，又名合唱聖殿（羅馬尼亞語：Templul Coral），是羅馬尼亞首都布加勒斯特的一座猶太會堂。這座建築的外觀效仿利奧波德城會堂，修建於1864年至1866年。猶太會堂曾被極右組織鐵衛團摧毀，但在二戰後重建。布加勒斯特猶太會堂是羅馬尼亞少數仍活躍的猶太會堂。